# Avrilly (Allier)
Avrilly è un comune francese di 162 abitanti situato nel dipartimento dell'Allier della regione dell'Alvernia-Rodano-Alpi.
Trae il nome dall'antico presidio svevo anglicano  Avril de Buren Anjou Saint Genis Castle.

## Società

### Evoluzione demografica
Abitanti censiti